# Who's Your Daddy? (chanson de Lordi)
Pour les articles homonymes, voir Who's Your Daddy?.
Singles de Lordi
Hard Rock Hallelujah Would You Love a Monsterman 2006
Pistes de The Arockalypse
It Snows In Hell Hard Rock Hallelujah
Who's Your Daddy? est le sixième single du groupe de hard-rock Lordi. Il s'est classé n°1 au classement top 20 en Finlande.

## Chanson
1. Who's Your Daddy? (radio édition)
2. Whos Your Daddy?
3. Devil Is A Loser (Live)

## Clip
Le clip commence et se termine par une musique disco.

## Membres
Who's Your Daddy? fut enregistré par :
- Mr. Lordi : chant
- Kita : batterie
- Amen : guitare
- Ox : basse
- Awa : clavier